# (1125) Chine
Pour les articles homonymes, voir Chine (homonymie) et China.
(1125) Chine (internationalement (1125) China) est un astéroïde de la ceinture principale, découvert le 30 octobre 1957 depuis l'observatoire de la Montagne Pourpre près de Nankin.
Sa désignation provisoire était 1957 UN1.
Il est nommé d'après la Chine, pays d'où il fut découvert. Un astéroïde découvert en 1928 avait déjà reçu les mêmes nom et numéro mais sa trace fut perdue. Il sera retrouvé en 1986 et recevra finalement le nom de (3789) Zhongguo, Zhongguo étant le mot chinois pour désigner la Chine.